# نظرية الأخلاط

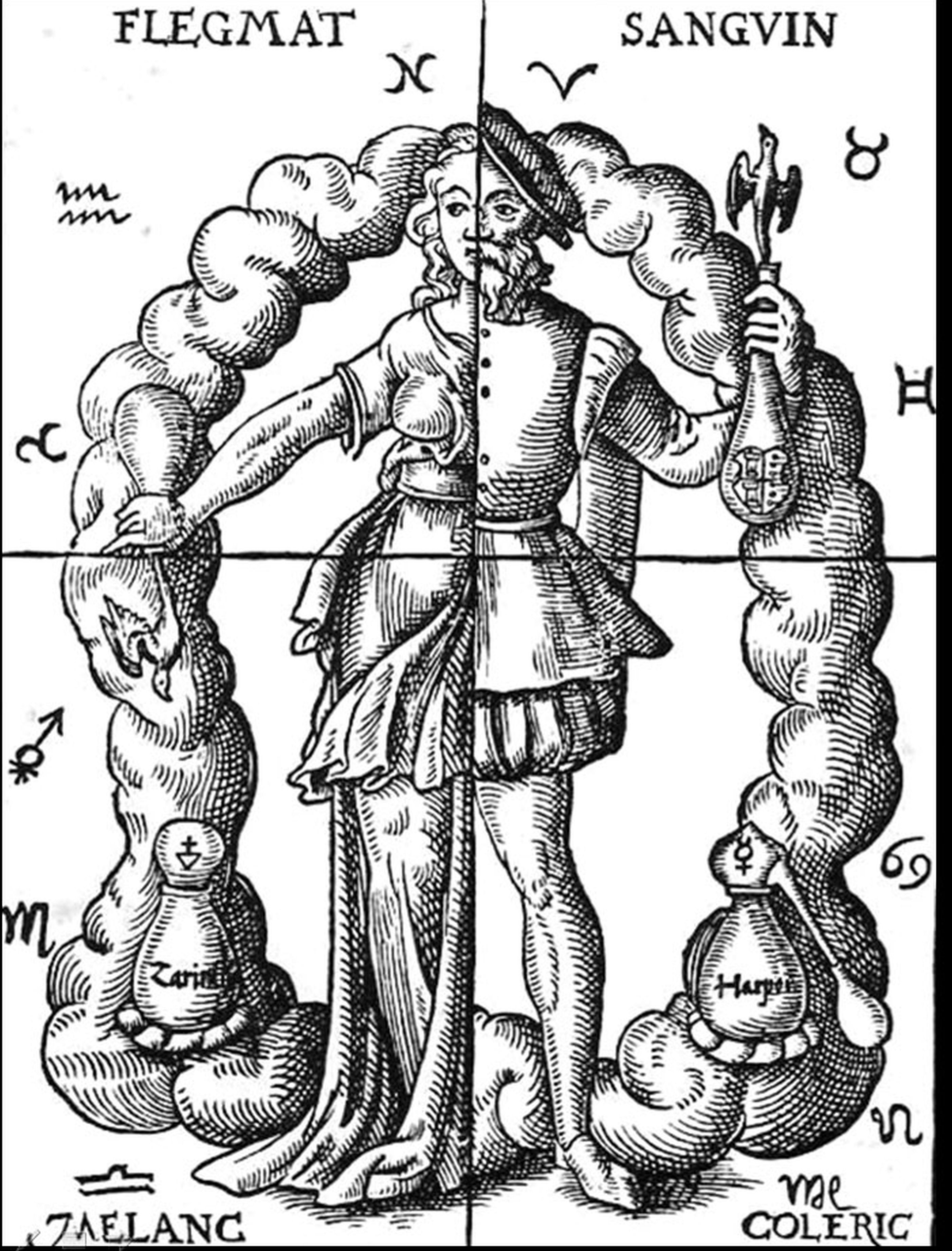
رسم توضيحي ألماني من القرن السادس عشر للأخلاط الأربعة: Flegmat (البلغم)، Sanguin (الدم)، Coleric (الصفراء)، و Melanc (السوداء)، مقسمة بين الجنسين الذكور والإناث

نظرية الأخلاط أصل في علوم الطب التي كانت شائعة بين العرب والأوربين في العصور الوسطى، والأخلاط الأربعة هي البلغم والدم والصفراء والسوداء. وقد كان لها اتصال وثيق بعناصر الطبيعة فالنار ساخنة جافة، والهواء ساخنٌ رطب، والماء بارد رطب والأرض باردة جافة، فكانت النار على صلة بالصفراء، والهواء بالدم، والماء بالبلغم، والأرض بالسوداء.